# Floris Egmontski

Floris Egmontski (ok. 1470 – 25. oktober 1539) je bil grof Burenski in Leerdamski ter gospodar IJsselsteina in Sint Maartensdijka. Bil je stadtholder vojvodine Gelders (1507–1511) in Frizije (1515–1518).
Floris je bil sin Friderika Egmontskega in Alejde Culemborške. Njegova kariera se je začela v 1490-ih kot komornika v kraljevem gospodinjstvu Filipa I. Kastiljskega. Po Filipovi smrti je Floris dobil mesto v dvornem svetu Margarete Avstrijske, takratne guvernerke Nizozemske. Leta 1505 je bil povzdignjen v viteza reda zlatega runa.
Kot stadtholder vojvodine Gelders je zastopal habsburško vlado v delih Geldersa v lasti Magarete. 3. junija 1515 je bil prisoten med plemiči v Dordrechtu na inavguraciji Karla Španskega kot 'nizozemskega grofa'..
Leta 1515 je postal stadtholder Frizije, ko jo je Jurij, saški vojvoda, prodal Habsburžanom. Jurij Saški med Gelderskimi vojnami ni uspel podrediti Frizije in Floris je nadzoroval le nekaj mest (Leeuwarden, Harlingen in Franeker)..
Floris je bil tudi poveljnik v orožju. Leta 1523 je bil imenovan za poveljnika nizozemskih čet za invazijo na Francijo med italijansko vojno 1521–1526. Leta 1536 je Floris postal generalni kapetan vojske, ki je bila prisotna v severnih delih Nizozemskih dežel.
Floris Egmontski se je 12. oktobra 1500 poročil z Margareto Glymeško-Bergensko, hčerko Kornelisa Glymeškega. Imela sta dva otroka:
- Maksimilijana, ki je tudi postal stadtholder Frizije. Maksimilijanova hči Ana Egmontska mlajša se je leta 1551 poročila z Viljemom Oranskim.
- Ana Egmontska starejša se je poročila z Jožefom iz Montmorencyja in drugič z Janezom Hornskim. Bila je mati Filipa Montmorencyjskega, grofa Hornskega in Florisa Montmorencyjskega .